# Newtonia glandulifera
Newtonia glandulifera là một loài thực vật có hoa trong họ Đậu. Loài này được (Pellegr.) G.C.C.Gilbert & Bout miêu tả khoa học đầu tiên.